# Rick Derringer
Rick Derringer nome artístico de Richard Zehringer (Fort Recovery, 5 de agosto de 1947 – Ormond Beach, 26 de maio de 2025) foi um guitarrista e cantor norte americano que fez parte do All Starr Band, de Ringo Starr.

## Carreira

### 1960
Quando tinha dezessete anos, sua banda  The McCoys gravou "Hang on Sloopy" no verão de 1965, que se tornou a número um, batendo até mesmo Yesterday dos  Beatles.
Depois de iniciar o McCoy, Rick mudou o nome da banda para "Z Rick Combo", em seguida, "Rick e os Caçadores". Depois de gravar "Hang On Sloopy", foi decidido que o nome original era melhor, e os McCoys tivesse renascido.
Uma das primeiras oportunidades para que todos possam vê-los tocar "ao vivo" veio quando eles abriram para os Rolling Stones em 1966 toda a American Tour.

### 1970
Derringer também gravou e tocou com uma versão da banda de Johnny Winter, também teve uma bem sucedida carreira solo, e sua versão solo de "Rock and Roll, Hoochie Koo" foi sucesso. Participou também das bandas "Edgar Winter's White Trash" e "Edgar Winter Group" comandadas por Edgar Winter, irmão de Johnny Winter gravando grandes sucessos com "Free Ride", "Frankeinsein" e "Keep Playin' That Rock And Roll". Depois gravou bastante com Steely Dan, tocando guitarra em canções como "Show Biz Kids" e "Chain Lightning".
Derringer apareceu num álbum de Alice Cooper, Killer de 1971, tocando o solo em "Under My Wheels. Em 1975 participou do disco "In Collaboration with the Gods" de Michael Quatro, em uma passagem pelo rock progressivo.".

### 1980 e 1990
Durante a década de 80, ao mesmo tempo que se dedicava a carreira solo, Derringer expandiu seu trabalho como produtor descobrindo artistas como "Weird Al" Yankovic e Manson Ruffner. Ele ainda tocou guitarra no segundo disco da banda Second Condor na música "Thank God To Rock N' Roll". Ele também tocou em muitos discos de Yankovic; na faixa Eat it, parodia de Beat It, Rick toca o solo como uma homenagem/paródia de Eddie Van Halen. Rick Derringer aparece no disco Lick It Up do KISS tocando guitarra solo na música Exiter, apesar de sua participação não estar creditada.
Em 1986 ele co-escreveu e gravou os vocais para a música "Calm Inside a Storm" de Cyndi Lauper, fazendo parte também da sua banda de apoio de 1986 a 1992.

### 2000
Em 2002 Rick Derringer lançou o disco Free Ride, no qual realizou algumas experiências com o Jazz. Durante os anos seguintes Derringer iria se dedicar a fazer discos de Rock Cristão inclusive mudando letras de algumas de suas músicas como Rock N' Roll Hoochie Koo e Still Alive And Well, sendo reescritas com o auxílio de sua esposa Jenna Derringer para que tenham conteúdo cristão.

## Morte
Derringer morreu em 26 de maio de 2025, aos 77 anos, em Ormond Beach.

## Discografia solo
- All American Boy (1973)
- Spring Fever (1975)
- Guitars and Women (1979)
- Face To Face (1980)
- Good Dirty Fun (1983)
- Back to the Blues (1993)
- Electra Blues (1994)
- Rock and Roll Hoochie Koo, The Best of Rick Derringer (1996)
- Tend the Fire (Lançado apenas na Europa) (1997)
- King Biscuit Flower Hour (1998)
- Blues Deluxe (1998)
- Live In Japan (1998) (Com Edgar Winter)
- Guitars And Women (1998) - CD release with bonus tracks
- Rick Derringer & Friends - Live with Edgar Winter, Ian Hunter (singer), Dr. John, Lorna Luft, Hall & Oates (1998)
- Jackhammer Blues (2000)
- Free Ride (2002)
- Live at Cheney Hall (2006) (também disponível em DVD)
- Rockin' American (2007)
- Knighted by the Blues (2009)
- The Three Kings of the Blues (2010)
- Rock spectacular. Live at the Ritz 1982 (2010) (também disponível em DVD)